# 中華民國民航相關事業列表
本列表係整理中華民國（台澎金馬）的航空事業，包含民航運輸業、普通航空業、航空站地勤業、航空貨物集散站經營業與空廚業。於西元2013年（民國102年）底，中華民國（本）國籍航空公司計有15家，其中領有中華民國交通部民用航空局所頒發的民用航空運輸業許可證者計有8家，普通航空業許可證的計有9家。此外，尚有航空站地勤業業者9家（其中4家專營部份地勤業務），航空貨物集散站經營業業者5家，2家自辦貨物集散站處理自家集散業務的外商航空貨運業者，以及空廚業者5家。

## 民用航空運輸業
民用航空運輸業，按中華民國民用航空法第二條第十一款之定義，係指以航空器直接載運客、貨、郵件，取得報酬之事業。
| 中文名稱 | 英文名稱          | IATA代碼 | ICAO代碼 | 呼號       | 樞紐機場                      | 備註                                               |
| -------- | ----------------- | -------- | -------- | ---------- | ----------------------------- | -------------------------------------------------- |
| 中華航空 | China Airlines    | CI       | CAL      | DYNASTY    | 臺灣桃園國際機場              | 經營短、中、長程國際、兩岸定期航空客、貨運業務     |
| 長榮航空 | EVA AIR           | BR       | EVA      | EVA        | 臺灣桃園國際機場              | 經營短、中、長程國際、兩岸定期航空客、貨運業務     |
| 華信航空 | Mandarin Airlines | AE       | MDA      | MANDARIN   | 臺中國際機場                  | 經營國內、兩岸、短程國際定期航空客運業務           |
| 立榮航空 | UNI AIR           | B7       | UIA      | GLORY      | 臺灣桃園國際機場 臺北松山機場 | 經營國內、兩岸、短程國際定期航空客運業務           |
| 台灣虎航 | Tigerair Taiwan   | IT       | TTW      | SMART CAT  | 臺灣桃園國際機場              | 經營短、中程國際定期航空客運業務                   |
| 德安航空 | Daily Air         | DA       | DAC      | DAILY      | 高雄國際機場 臺東機場         | 經營國內離島定期航空客運業務、以及不定期直昇機包機 |
| 星宇航空 | STARLUX Airlines  | JX       | SJX      | STARWALKER | 臺灣桃園國際機場              | 經營短、中、長程國際客、貨運業務                   |

## 普通航空業
普通航空業，按中華民國民用航空法第二條第十二款之定義，係指以航空器經營民用航空運輸業以外之飛航業務而受報酬之事業，包括空中遊覽、勘察、照測、消防、搜尋、救護、拖吊、噴灑、拖靶勤務、商務專機及其他經核准之飛航業務
| 公司名稱                   | 業務                                                                 |
| -------------------------- | -------------------------------------------------------------------- |
| 大鵬航空                   | 航空攝影測量                                                         |
| 凌天航空                   | 超高壓電塔維護以及礙洗、空拍、工程吊掛、醫療救護專機、航空植生       |
| 群鷹翔國土資源航空         | 照測、消防、搜救、空勘/偵測、災害調查、國土綜合規劃空勘航攝          |
| 漢翔公司                   | 拖靶勤務、商務專機、颱風觀測                                         |
| 華捷商務航空               | 商務專機                                                             |
| 飛特立航空                 | 商務專機、醫療救護專機                                               |
| 前進航空                   | 商務專機、空中照測與勘察                                             |
| 安捷航空(安捷飛航訓練中心) | 民航商照、私照及儀器飛行訓練、商務專機、醫療救護專機、空中照測與勘察 |
| 騰達航空                   | 商務專機、航空器維修、地勤代理業務、代理維修與商務專機營運           |
| 灣捷航空                   | 商務專機、私人飛機託管服務、飛機買賣與維修                           |
| 沅星航空                   | 商務專機、私人飛機託管服務                                           |
| 亞洲航空                   | 航空器修護                                                           |
| 台灣飛機維修公司           | 航空器修護                                                           |
| 長榮航太科技               | 航空器修護                                                           |
| 天際航空                   | 熱氣球遊覽                                                           |

## 航空站地勤業
航空站地勤業，按中華民國民用航空法第二條第十四款之定義，係指於機坪內從事航空器拖曳、導引、行李、貨物、餐點裝卸、機艙清潔、空橋操作及其有關勞務之事業。
- 桃園航勤股份有限公司
- 長榮航勤股份有限公司
- 臺灣航勤股份有限公司
- 立榮航空股份有限公司 (澎湖機場)
- 華信航空股份有限公司 (澎湖機場)
- 欽發產業股份有限公司（專營空橋操作）
- 福恩機械股份有限公司（專營空橋操作）
- 金怡合企業股份有限公司（專營空橋操作）
- 華夏股份有限公司（專營機艙清潔）
- 星宇航勤股份有限公司（籌備中）

## 航空貨物集散站經營業
航空貨物集散站經營業，按民用航空法第二條第十六款之定義，係指提供空運進口、出口、轉運或轉口貨物集散與進出機場管制區所需之通關、倉儲場所、設備及服務而受報酬之事業。
- 華儲股份有限公司
- 華信倉儲股份有限公司
- 永儲股份有限公司（已於110年12月停業)
- 長榮空運倉儲股份有限公司
- 遠雄航空自由貿易港區股份有限公司
- 中科國際物流股份有限公司
- 美商優比速航空股份有限公司臺灣分公司（僅處理自家航空器所承運貨物之集散業務）
- 美商聯邦快遞股份有限公司臺灣分公司（僅處理自家航空器所承運貨物之集散業務）

## 空廚業
空廚業，按民用航空法第二條第十五款之定義，係指為提供航空器內餐飲或其他相關用品而於機坪內從事運送、裝卸之事業。
- 華膳空廚
- 長榮空廚
- 復興空廚（現暫停辦理機上餐業務）
- 高雄空廚

## 已結束營業
- 民航空運公司（Civil Air Transport，1945-1968）
- 馬公航空（Makung Airlines，1988-1996）
- 大華航空（Great China Airlines，1966-1996）
- 台灣航空（Taiwan Airways，1966-1996）
- 國華航空（Formosa Airlines，1966-1999）
- 瑞聯航空（U-Land Airlines，1989-2001）
- 中興航空（SunRise Airlines，1992-2015）
- 威航（V air，2014-2016）
- 復興航空（TransAsia Airways，1951-2016）
- 遠東航空（Far Eastern Air Transport，1957-2019）

## 外部連結
- 交通部民用民航局（页面存档备份，存于）